# Oliver Kass Kawo
Oliver Isak Kass Kawo (in arabo أوليفر إيزاك كاس كاوو‎?; Barkarby, 3 dicembre 2001) è un calciatore svedese naturalizzato siriano, attaccante dell'IFK Haninge e della nazionale siriana.

## Carriera

### Club
Nato in Svezia da padre siriano e madre svedese, inizia a giocare nell'Hallonbergen, società della città di Sundbyberg, che partecipava alla quarta divisione svedese. Qui rimane per due stagioni, prima di trasferirsi al Vasalund, dove gioca per un biennio nelle giovanili. In vista della stagione 2021, si accorda con lo Järfälla, altro club della quarta divisione svedese. Nel febbraio 2022, firma un contratto biennale con l'Helsingør, formazione della seconda divisione danese.

### Nazionale
In possesso della doppia cittadinanza, quella svedese da parte di madre e luogo di nascita e quella siriana da parte di padre, decide di giocare con la selezione asiatica. Il 30 novembre 2021 esordisce con la nazionale siriana nell'incontro perso per 2-1 contro gli Emirati Arabi Uniti, nella Coppa araba FIFA 2021. Tre giorni dopo, realizza la sua prima rete in nazionale, nella vittoria per 2-0 sulla Tunisia.

## Statistiche

### Presenze e reti nei club
Statistiche aggiornate al 24 marzo 2022.
| Stagione        | Squadra         | Campionato      | Campionato | Campionato | Coppe nazionali | Coppe nazionali | Coppe nazionali | Coppe continentali | Coppe continentali | Coppe continentali | Altre coppe | Altre coppe | Altre coppe | Totale | Totale |
| Stagione        | Squadra         | Comp            | Pres       | Reti       | Comp            | Pres            | Reti            | Comp               | Pres               | Reti               | Comp        | Pres        | Reti        | Pres   | Reti   |
| --------------- | --------------- | --------------- | ---------- | ---------- | --------------- | --------------- | --------------- | ------------------ | ------------------ | ------------------ | ----------- | ----------- | ----------- | ------ | ------ |
| feb.-giu. 2022  | Helsingør       | 1D              | 2          | 0          | CD              | -               | -               |                    | -                  | -                  |             | -           | -           | 2      | 0      |
| Totale carriera | Totale carriera | Totale carriera | 2          | 0          |                 | -               | -               |                    | -                  | -                  |             | -           | -           | 2      | 0      |

### Cronologia presenze e reti in nazionale
| Cronologia completa delle presenze e delle reti in nazionale ― Siria | Cronologia completa delle presenze e delle reti in nazionale ― Siria | Cronologia completa delle presenze e delle reti in nazionale ― Siria | Cronologia completa delle presenze e delle reti in nazionale ― Siria | Cronologia completa delle presenze e delle reti in nazionale ― Siria | Cronologia completa delle presenze e delle reti in nazionale ― Siria | Cronologia completa delle presenze e delle reti in nazionale ― Siria | Cronologia completa delle presenze e delle reti in nazionale ― Siria |
| Data                                                                 | Città                                                                | In casa                                                              | Risultato                                                            | Ospiti                                                               | Competizione                                                         | Reti                                                                 | Note                                                                 |
| -------------------------------------------------------------------- | -------------------------------------------------------------------- | -------------------------------------------------------------------- | -------------------------------------------------------------------- | -------------------------------------------------------------------- | -------------------------------------------------------------------- | -------------------------------------------------------------------- | -------------------------------------------------------------------- |
| 30-11-2021                                                           | Doha                                                                 | Emirati Arabi Uniti                                                  | 2 – 1                                                                | Siria                                                                | Coppa araba FIFA 2021 - Fase a gironi                                | -                                                                    | 81’                                                                  |
| 3-12-2021                                                            | Al Khawr                                                             | Siria                                                                | 2 – 0                                                                | Tunisia                                                              | Coppa araba FIFA 2021 - Fase a gironi                                | 1                                                                    | 68’                                                                  |
| 6-12-2021                                                            | Al Wakrah                                                            | Siria                                                                | 1 – 2                                                                | Mauritania                                                           | Coppa araba FIFA 2021 - Fase a gironi                                | -                                                                    | 86’                                                                  |
| 27-1-2022                                                            | Dubai                                                                | Emirati Arabi Uniti                                                  | 2 – 0                                                                | Siria                                                                | Qual. Mondiali 2022                                                  | -                                                                    | 63’                                                                  |
| 1-2-2022                                                             | Dubai                                                                | Siria                                                                | 0 – 2                                                                | Corea del Sud                                                        | Qual. Mondiali 2022                                                  | -                                                                    | 84’                                                                  |
| 24-3-2022                                                            | Saida                                                                | Libano                                                               | 0 – 3                                                                | Siria                                                                | Qual. Mondiali 2022                                                  | -                                                                    | 76’                                                                  |
| Totale                                                               |                                                                      | Presenze                                                             | 6                                                                    |                                                                      | Reti                                                                 | 1                                                                    |                                                                      |